# La Nou de Gaià
La Nou de Gaià (spanisch La Nou de Gaya) ist eine katalanische Gemeinde mit 611 Einwohnern (Stand: 2024) in der Provinz Tarragona im Nordosten Spaniens. Sie liegt in der Comarca Tarragonès. 

## Geographische Lage
La Nou de Gaià liegt etwa 16 Kilometer ostnordöstlich vom Stadtzentrum von Tarragona und knapp 100 Kilometer westsüdwestlich von Barcelona in einer Höhe von ca. 95 m.

## Bevölkerungsentwicklung
| Jahr      | 1970 | 1981 | 1991 | 2001 | 2011 | 2021 |
| Einwohner | 409  | 383  | 367  | 391  | 535  | 616  |

## Sehenswürdigkeiten
- Festung (Castell del Baró de les Quatre Torres)
- Magdalenenkirche (Iglesia de Santa Magdalena) aus dem 18. Jahrhundert
- Altes Rathaus

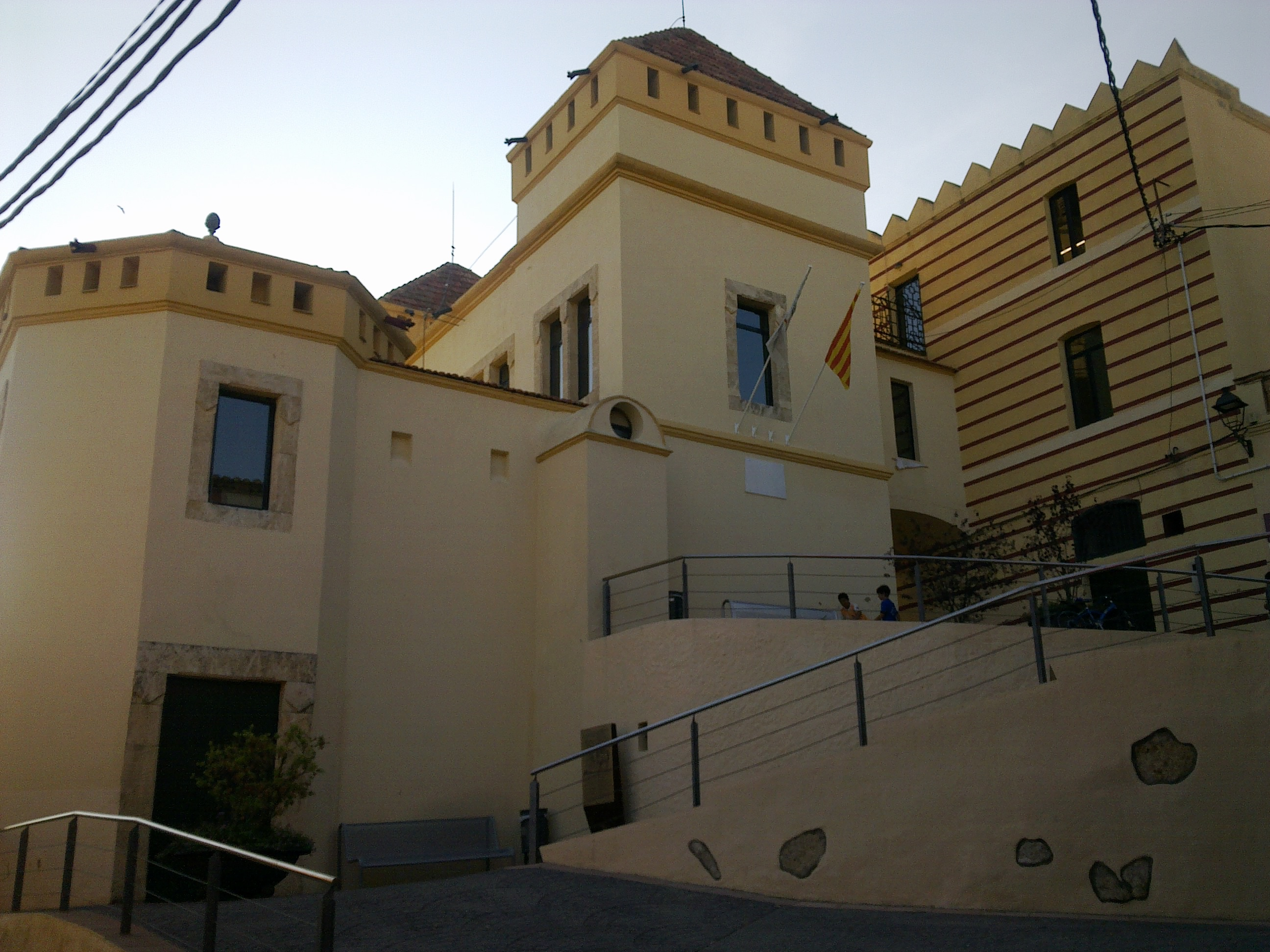
Frühere Festung
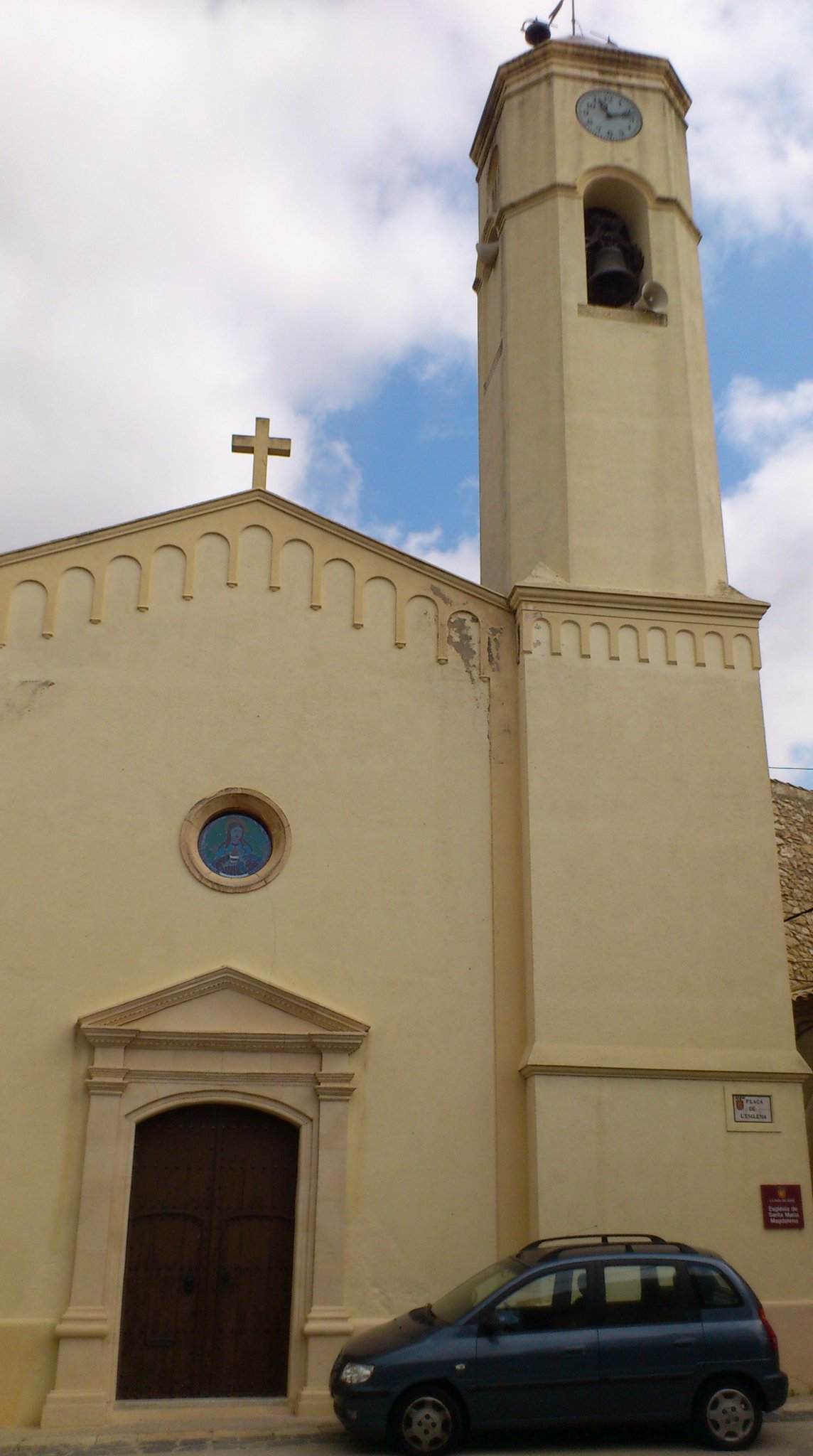
Magdalenenkirche
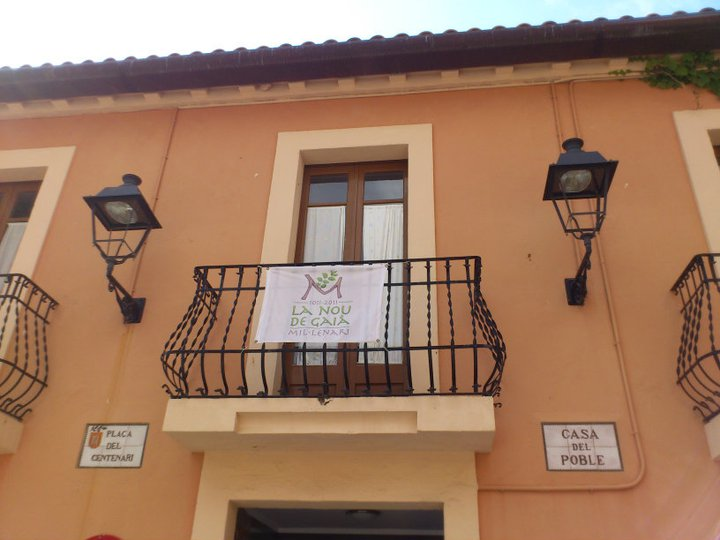
Altes Rathaus